# 夏页文
夏页文（1917年—1988年），男，山东长清人，中华人民共和国政治人物，曾任贵阳市人民委员会市长，贵阳市革命委员会主任，贵州省人大常委会副主任，第六届全国人大代表。